# Tara de Corón
Tara es un barrio rural  del municipio filipino de primera categoría de Corón perteneciente a la provincia  de Paragua en Mimaro,  Región IV-B.

## Geografía
Forman este  barrio la isla de Tara y un conjuro de islotes e islas situadas al norte de Isla Busuanga, donde se encuentra su ayuntamiento, todas pertenecientes al  Grupo Calamian situado a medio camino entre las islas de Mindoro (San José) y de Paragua (Puerto Princesa), con  el Mar de la China Meridional a poniente y el mar de Joló a levante.  Forman parte de este grupo las islas de  Culión, de Corón y otras menores.
La sede de este barrio se encuentra  en la isla de Tara, comprendiendo además las islas e islotes adyacentes de Bantac, Lagat, Calanhayoún y Lubutlubut  (Malubutglubut); Nanga, Camanga y Diboyán.
Este grupo de islas  linda al norte y al este con el Estrecho de Mindoro; al sur y al este con  isla Busuanga, barrios de Malawig, Decabobo y Turda.

### Demografía
El barrio  de Tara contaba  en mayo de 2010 con una población de 1.429  habitantes.

## Historia
La isla de Corón formaba parte de la provincia española de  Calamianes, una de las de las 35 provincias de la división política del archipiélago Filipino, en la parte llamada de Visayas. Pertenecía a la audiencia territorial  y Capitanía General de Filipinas, y en lo espiritual a la diócesis de Cebú.